# Wightia declivirostris
Wightia declivirostris — вид птерозаврів родини Tapejaridae. Жили на території Великої Британії за ранньої крейди, баремського віку.

## Систематика
Tapejaridae було виділено Кельнером (1989) для Tapejara wellnhoferi і Tupuxuara longicristatus. Відтоді до родини віднесли зразки з різних частин світу, і філогенія запропонована Longrich et al. (2018) відрізнялась від початкового концепту Кельнера доволі відчутно: Tupuxuara було віднесено до іншої, прогресивнішої гілки аждархоїдів, а Tapejaridae розділено на дві підгрупи, з яких жодній не було дано назви. Кельнер і Кампос (2007) виділили групу Tapejarinae, до якої відносили Tapejara wellnhoferi, Tupandactylus imperator, “Tapejara” navigans, Sinopterus dongi, Sinopterus jii й “Huaxiapterus” corollatus, однак у пізніших аналізах клади з таким вмістом виявлено не було. Martill et al. (2020) застосували назву Tapejarinae на позначення групи утвореної Tapejara wellnhoferi, Caiuajara dobruskii, Tupandactylus spp., Europejara olcadesorum і Vectidraco daisymorrisae. Сестринський таксон Tapejarinae вони назвали Sinopterinae, віднісши до нього Eopteranodon, Huaxiapterus і Sinopterus. Вони припускали, що Wightia теж належить до Sinopterinae.